# Architettura neomoresca

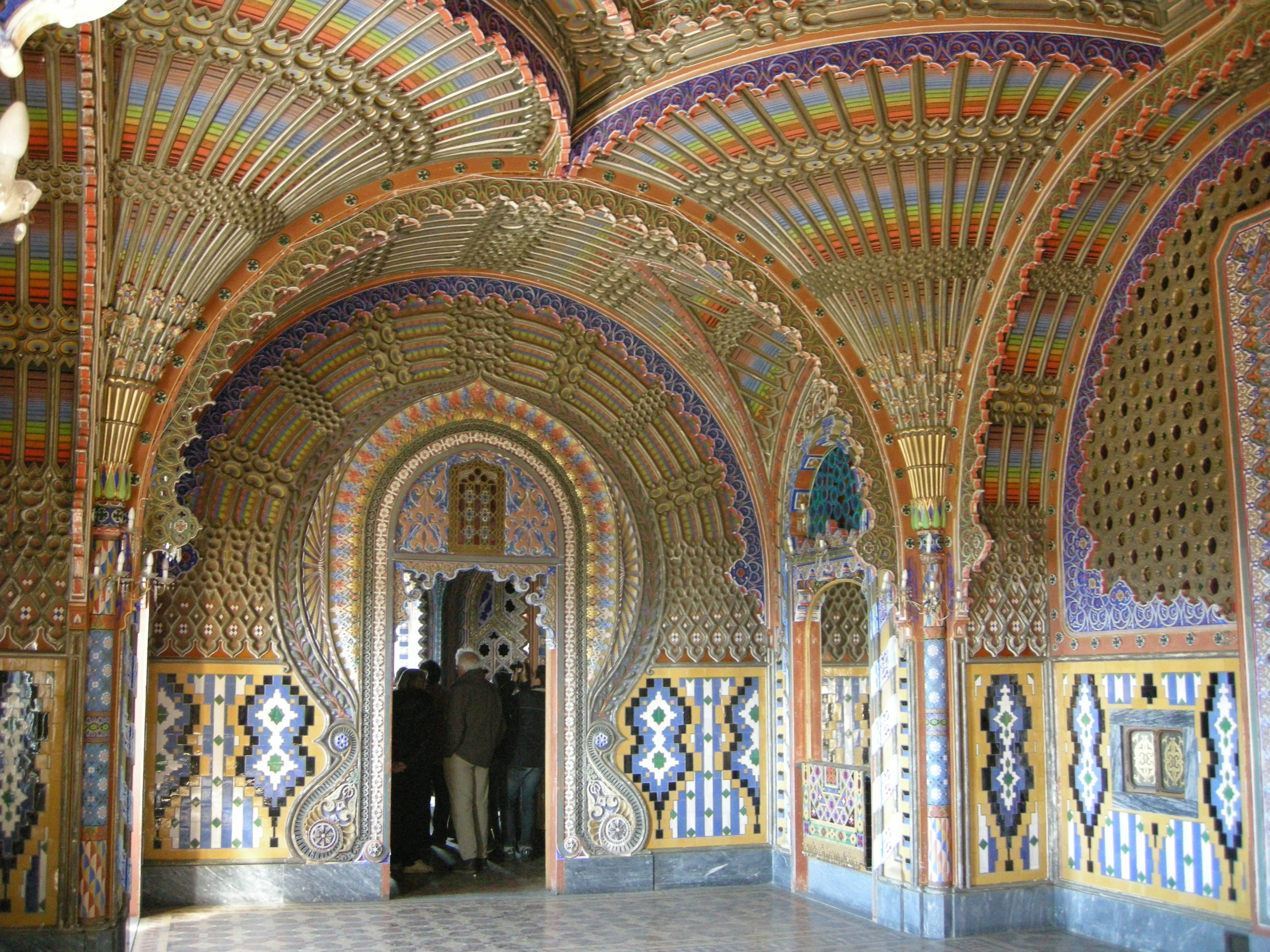
La sala dei Pavoni nel Castello di Sammezzano.

L'architettura neomoresca è stata una tendenza artistica, all'interno di una più vasta tendenza delle arti verso l'Orientalismo e il Revivalismo, in voga tra Ottocento e primo Novecento in Europa e negli Stati Uniti, ispirata alla medievale architettura moresca (un particolare tipo di architettura islamica).

## Storia
L'Orientalismo come corrente artistica ha inizio soprattutto in Francia, a seguito della campagna d'Egitto di Napoleone del 1798, e si sviluppa poi con crescente interesse anche in Inghilterra e in altri paesi europei e, quindi, negli Stati Uniti, anche a seguito dell'estendersi del colonialismo europeo in Nordafrica e nel Medio Oriente.
L'attrazione verso forme espressive "esotiche" è all'origine dei primi esempi di architettura neomoresca, in un contesto generale dominato da forme di Revivalismo, spesso tra loro combinate in maniere eclettiche.
Le strutture "indo-moresche" costruite a Brighton dall'architetto John Nash per il Royal Pavilion tra il 1815 e il 1822 potevano ancora essere intese come una curiosità, una visione da sogno di fantasia esotica e stravagante, da non prendere troppo sul serio, come da tempo lo erano le cosiddette cineserie, predominanti negli interni. Tuttavia, già nel 1826, l'architetto inglese Edward Blore usava archi islamici, cupole di varie dimensioni e forme e altri dettagli dell'architettura islamica del Vicino Oriente con grande effetto nel suo progetto per il Palazzo Voroncov ad Alupka in Crimea, soprattutto per la sua facciata meridionale. 
Uno degli elementi più distintivi dell'architettura moresca è l'arco a ferro di cavallo, che si gonfia verso l'esterno dalla base. Altri elementi tipici sono la presenza di cupole circolari o a forma di cipolla (generalmente sormontate da una guglia appuntita), l'uso di colori vivaci e una quantità elevata di motivi decorativi intricati e ornati.
Nell'immaginazione europea l'Oriente evocava fantasie di fuga verso una vita intensa e voluttuosa, piena di mistero. Verso la metà del XIX secolo, lo stile fu adottato con successo per la costruzione di ville e dimore signorili in Europa da proprietari che volevano stupire i loro ospiti con una evasione "esotica" alle porte di casa. Il Castello di Sammezzano in Italia è il più fulgido esempio di queste architetture.
In alcuni paesi, tuttavia, l'architettura neomoresca ebbe sviluppi che la radicarono più profondamente nella cultura locale.
Lo stile neomoresco fu anzitutto adottato dagli ebrei d'Europa, in cerca di un elemento visivo distintivo per le loro sinagoghe monumentali, nell'era dell'emancipazione. Lo stile ricordava agli ebrei le loro radici mediorientali e, al tempo stesso, permetteva loro di riprendere la struttura familiare delle chiese cristiane, distinguendosene però immediatamente per quella sensazione di "distanza" generata da uno stile inusuale ed "esotico". Quando, nel 1858, il Leopoldstädter Tempel fu inaugurato a Vienna su progetto dell'architetto Ludwig Förster, l'edificio fu esaltato come un capolavoro della nuova arte ebraica e divenne modello di numerose repliche e varianti, alcune delle quali sono sopravvissute alle distruzioni dell'epoca nazista, dalla Grande Sinagoga di Budapest, alla Sinagoga Tempel di Cracovia e alla Grande sinagoga di Plzeň.
In alcuni paesi europei, per i quali la cultura islamica era (o era stata) parte della loro storia, lo stile fu percepito non come un esotismo ma come espressione della riscoperta della propria identità nazionale. È il caso della Russia e, in particolare, della Spagna, dove lo stile Neomudéjar venne associato all'età d'oro della Spagna medievale, divenendo stile "spagnolo" esportato anche in Sud America. Ed è il caso della Bosnia, dove, nel periodo di annessione all'Impero austro-ungarico, le nuove autorità commissionarono una serie di strutture neomoresche. L'obiettivo era promuovere l'identità nazionale bosniaca, evitando la sua associazione con le memorie ottomane o il crescente panslavismo e creando una "[architettura islamica] di fantasia europea". La Biblioteca nazionale e universitaria di Bosnia ed Erzegovina a Sarajevo è l'esempio più alto di questo revival.
Anche negli Stati Uniti lo stile neomoresco fu usato nell'Ottocento per dimore signorili di campagna e nell'architettura delle sinagoghe, da Cincinnati a New York. Rispetto all'Europa vi ebbe una fortuna ancora più duratura nel primo Novecento come architettura di intrattenimento nei teatri e cinema degli anni venti e come stile preferito dei templi massonici degli Shriners.

## Architetture neomoresche in Italia
In Italia l'architettura neomoresca non ha avuto grandissima diffusione, ma vi ha lasciato alcuni degli esempi più importanti e di maggior bellezza artistica a livello internazionale. Si tratta anzitutto di alcune ville signorili: la Rocchetta Mattei, il Castello di Sammezzano, Villa Crespi e Villa Sticchi. In Italia sono presenti anche tre esempi illustri di sinagoghe monumentali neomoresche: la Sinagoga di Vercelli, la Sinagoga di Firenze e la Sinagoga di Torino. Nel primo Novecento elementi neomoreschi sono inglobati nello spazio di contesti eclettici, come nel caso del Palazzo Mazzone a Catania.
| Anno      | Foto | Nome                   | Architetto                               | Località            | Regione        |
| --------- | ---- | ---------------------- | ---------------------------------------- | ------------------- | -------------- |
| 1850-1859 |      | Rocchetta Mattei       | Cesare Mattei                            | Grizzana Morandi    | Emilia-Romagna |
| 1853-1889 |      | Castello di Sammezzano | Ferdinando Panciatichi Ximenes d'Aragona | Leccio (Reggello)   | Toscana        |
| 1874-1878 |      | Sinagoga di Vercelli   | Giuseppe Locarni                         | Vercelli            | Piemonte       |
| 1874-1882 |      | Sinagoga di Firenze    | Marco Treves                             | Firenze             | Toscana        |
| 1879      |      | Villa Crespi           | Angelo Colla                             | Orta San Giulio     | Piemonte       |
| 1880-1884 |      | Sinagoga di Torino     | Enrico Petiti                            | Torino              | Piemonte       |
| 1894-1900 |      | Villa Sticchi          | Pasquale Ruggieri                        | Santa Cesarea Terme | Puglia         |
| 1904      |      | Palazzo Mazzone        | Tommaso Malerba                          | Catania             | Sicilia        |

## Architetture neomoresche nel mondo

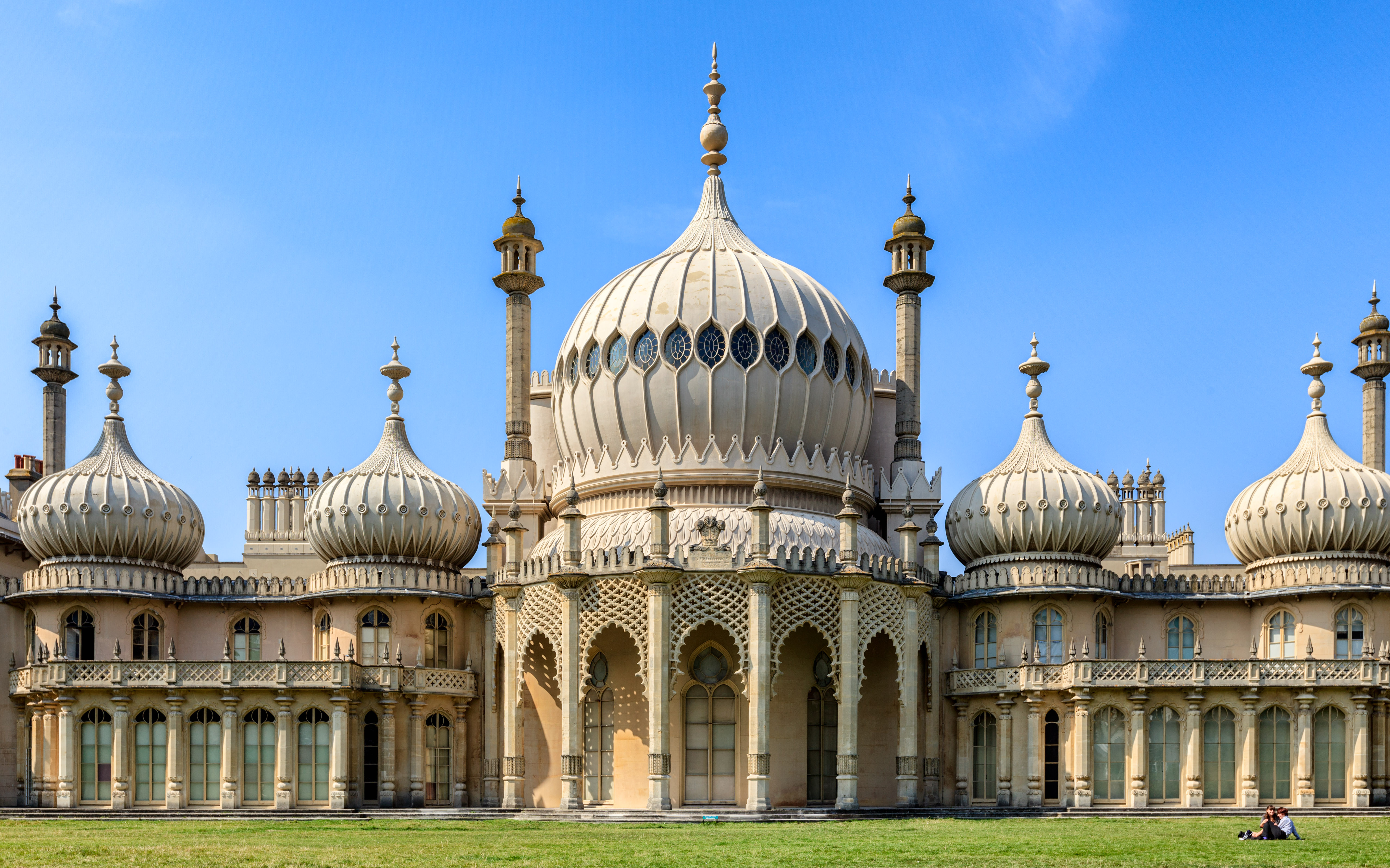
Royal Pavilion (Brighton, 1815-1822)
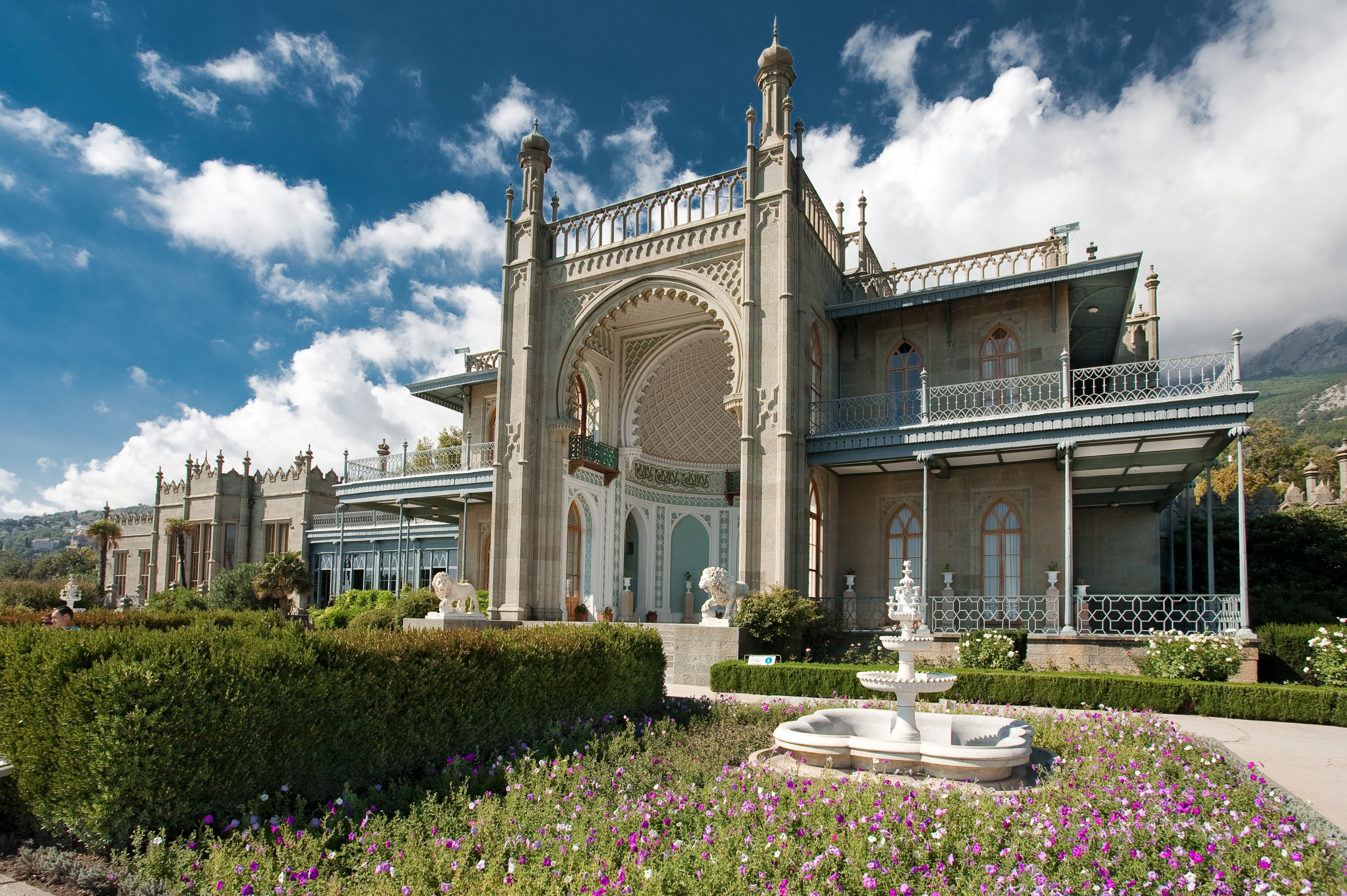
Palazzo Voroncov (Alupka, 1828-1848)
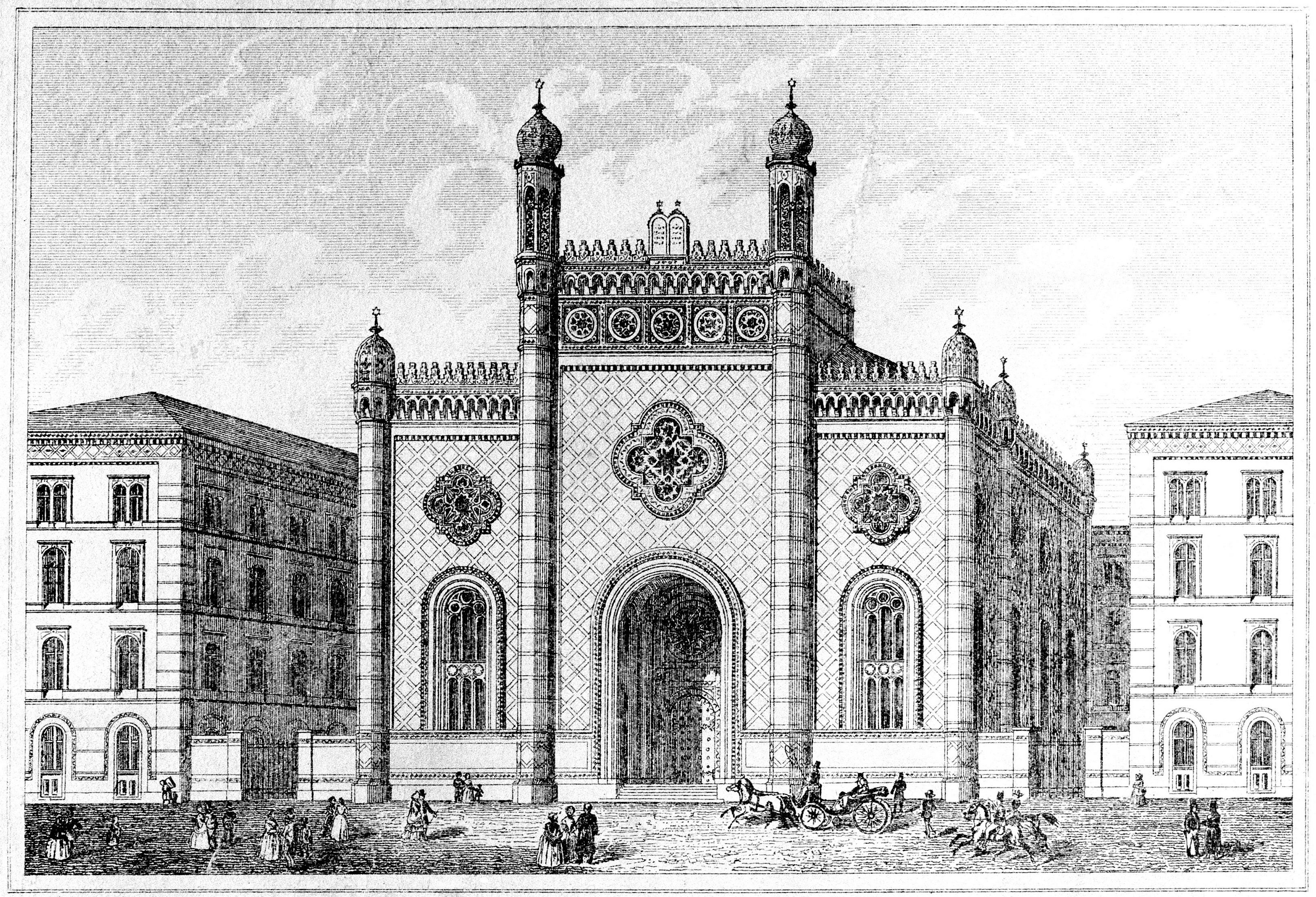
Leopoldstädter Tempel (Vienna, 1853-1858) <scomparso>
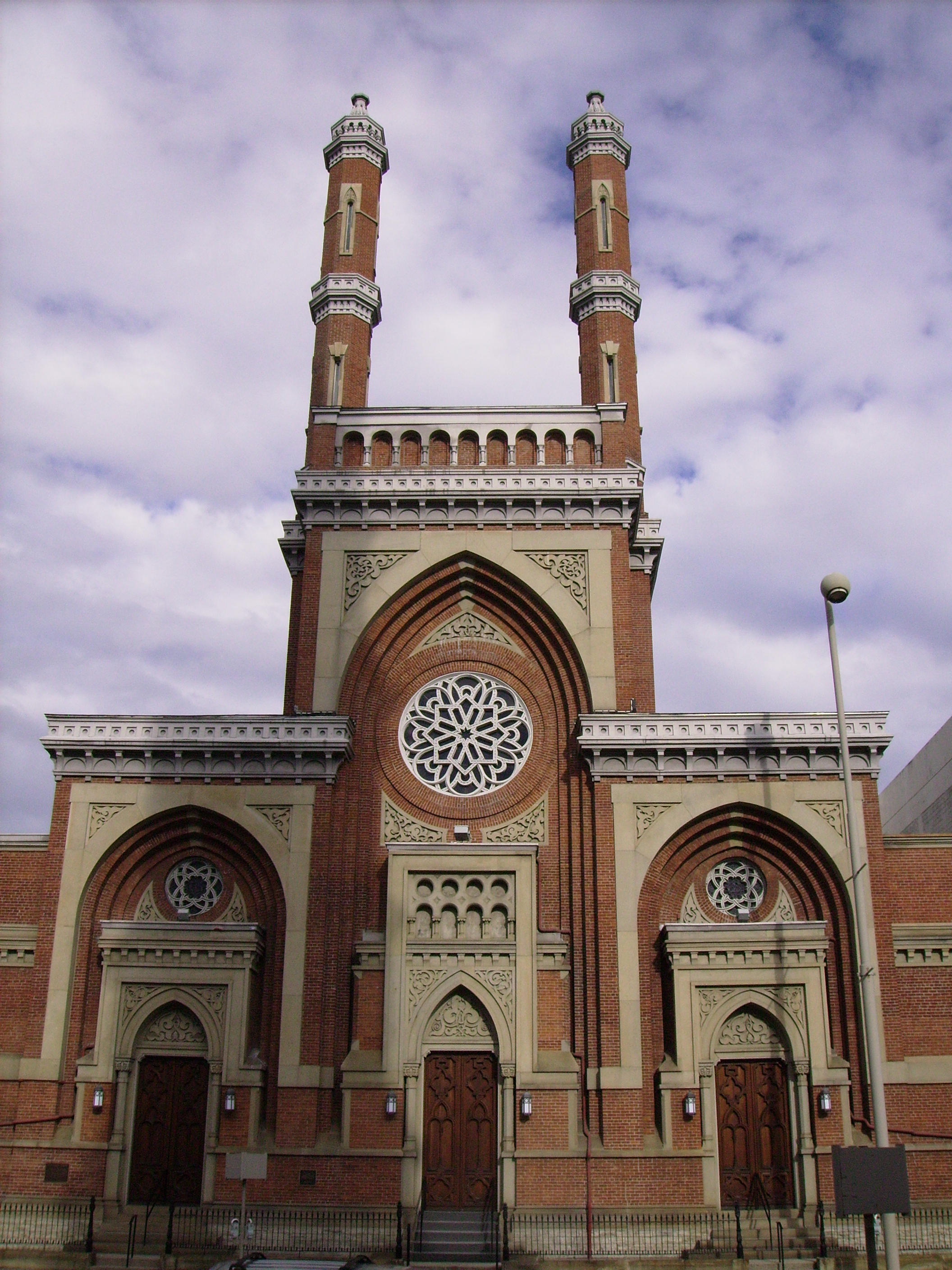
Sinagoga Isaac M. Wise (Cincinnati, 1865-1866)
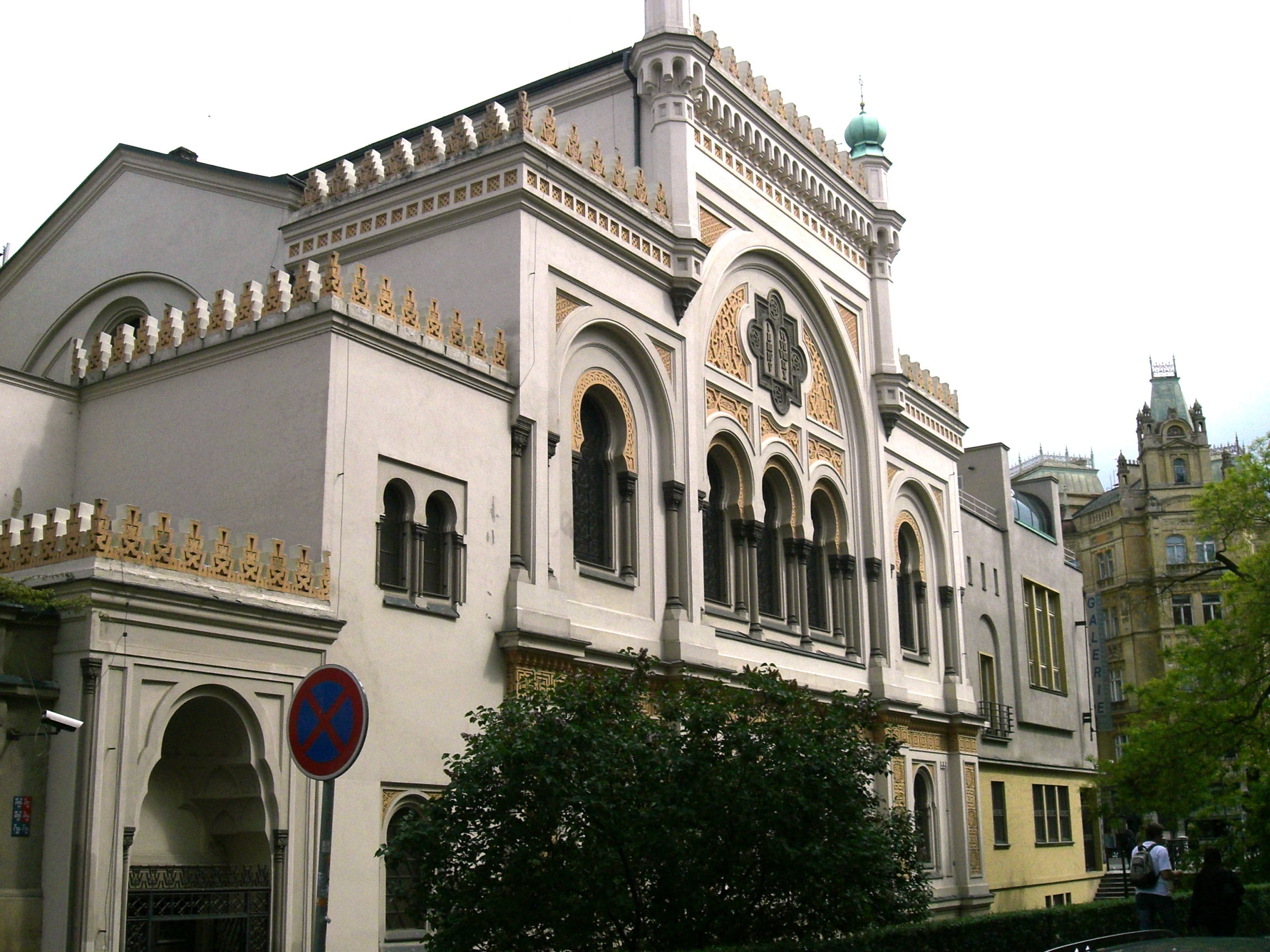
Sinagoga spagnola (Praga, 1867-1868)
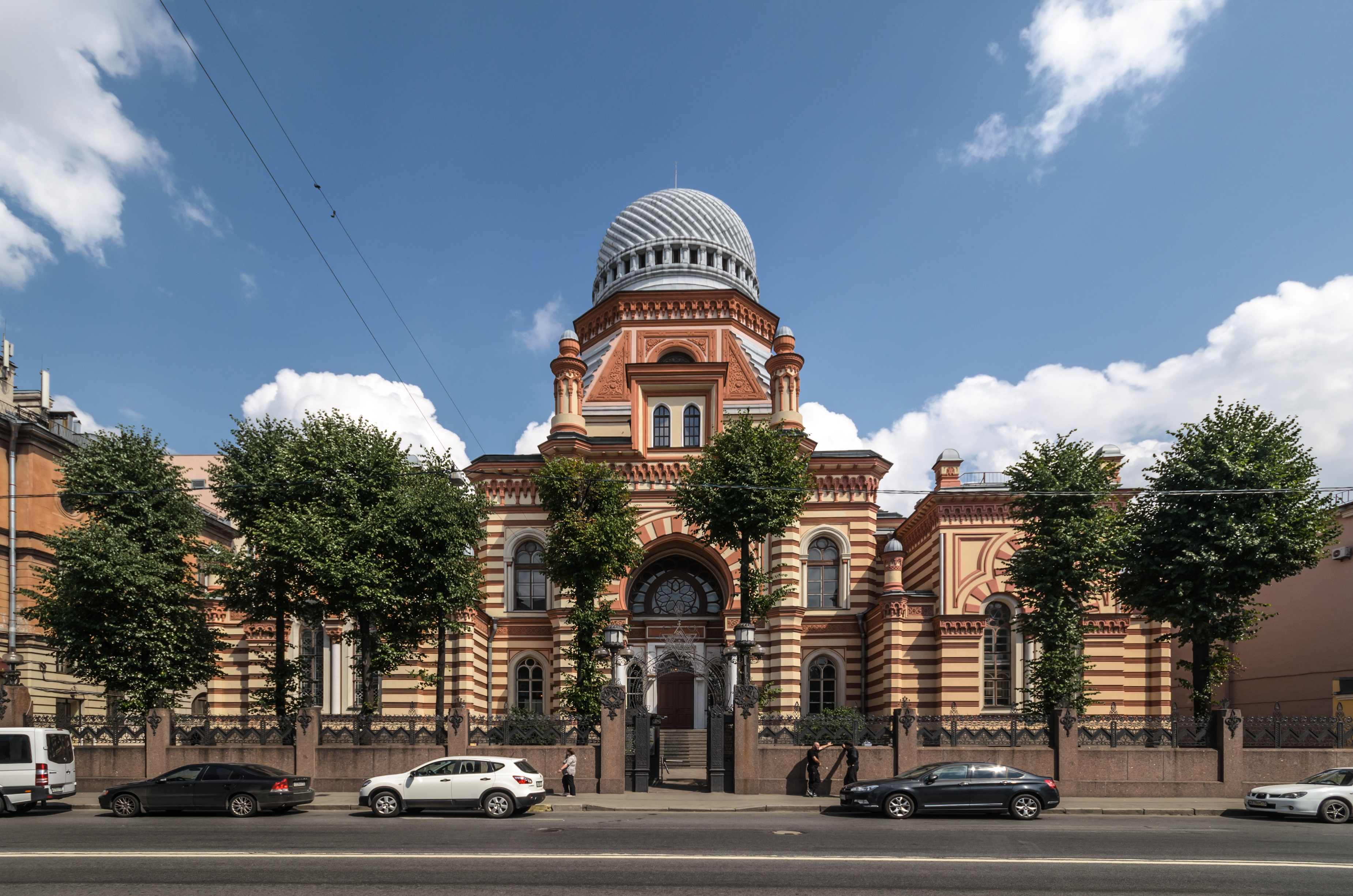
Sinagoga grande corale (San Pietroburgo, 1883-1893)
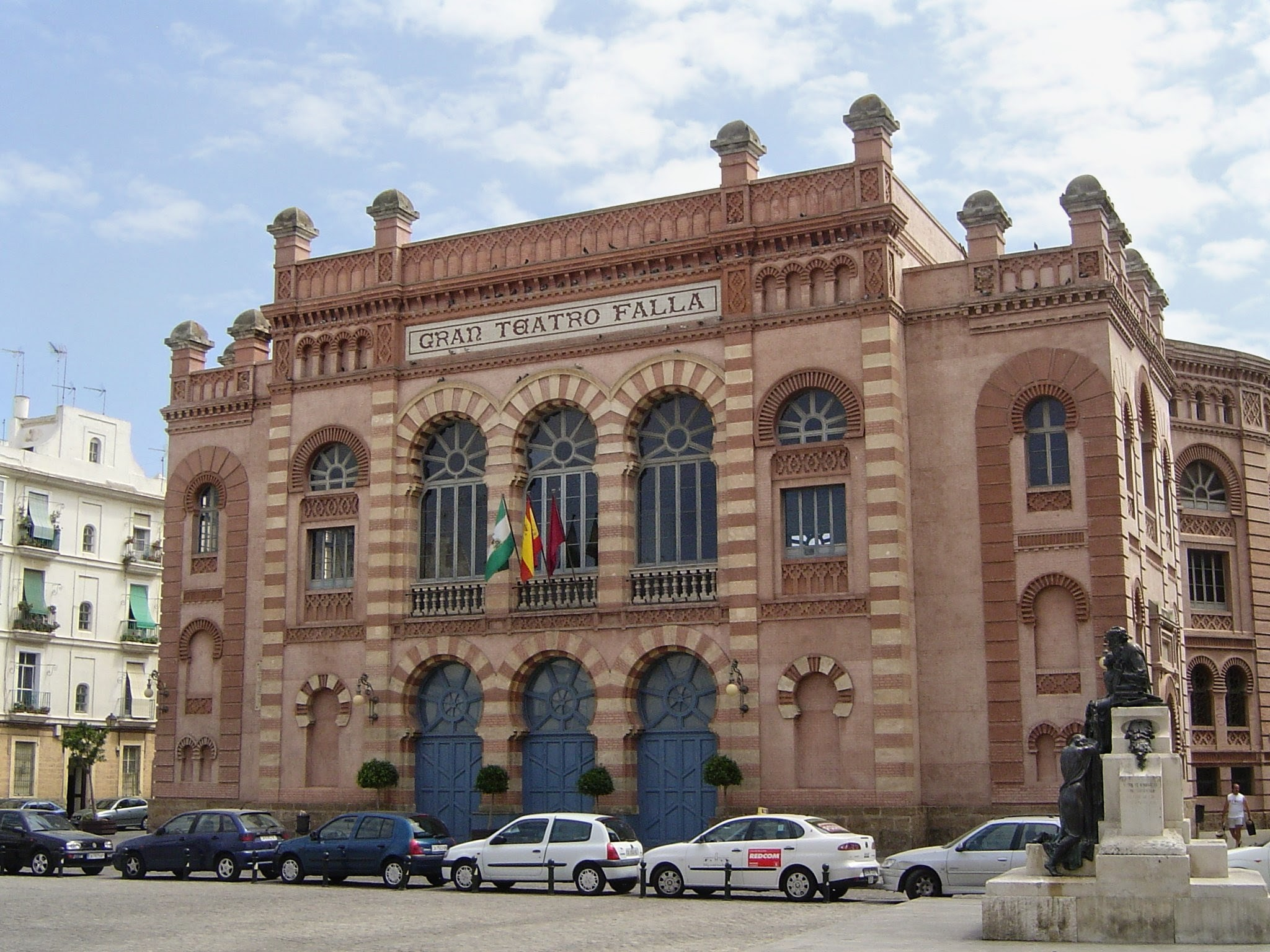
Gran Teatro Falla (Cadice, 1884-1905)
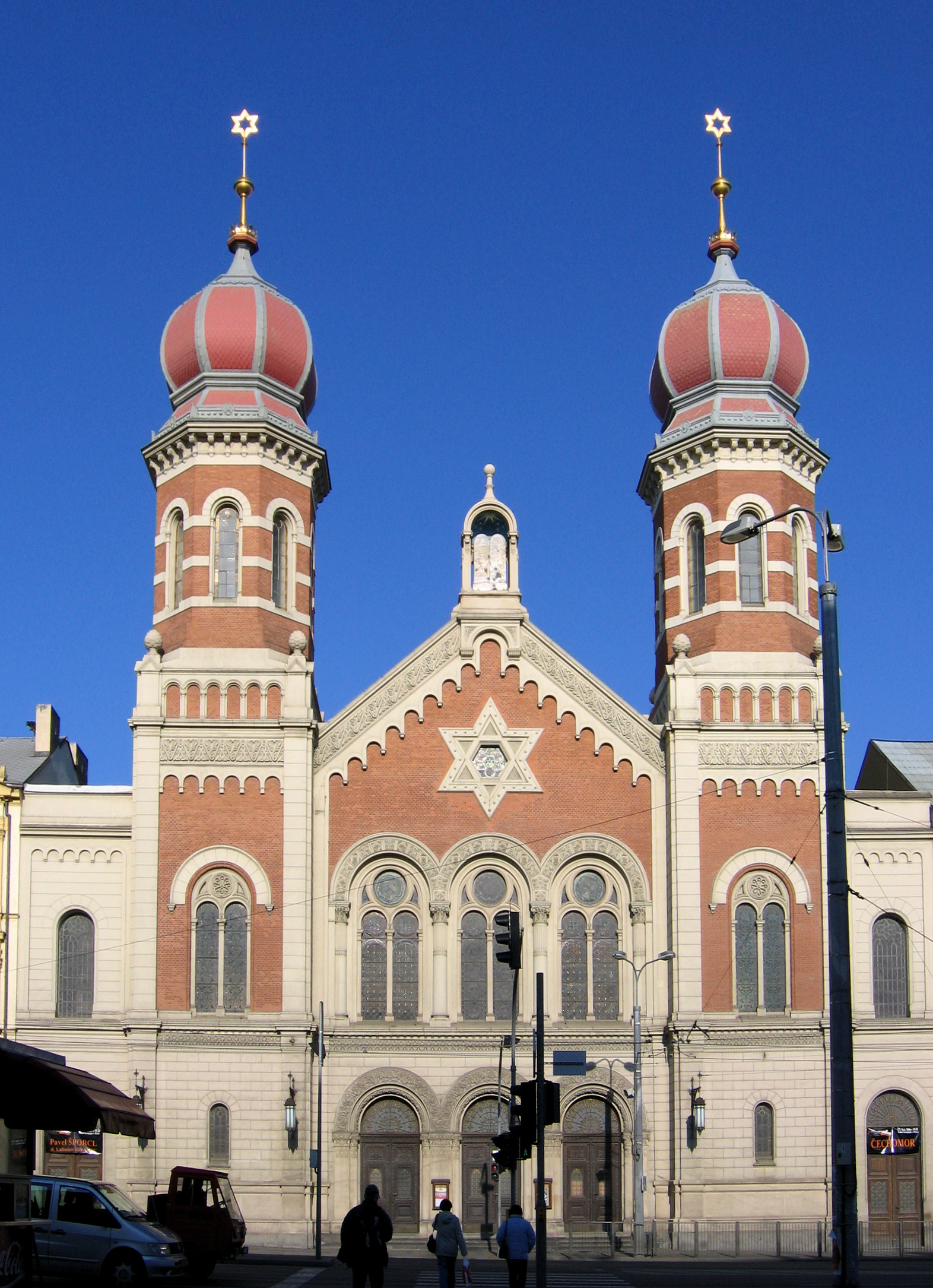
Grande sinagoga (Plzeň, 1890-1892)
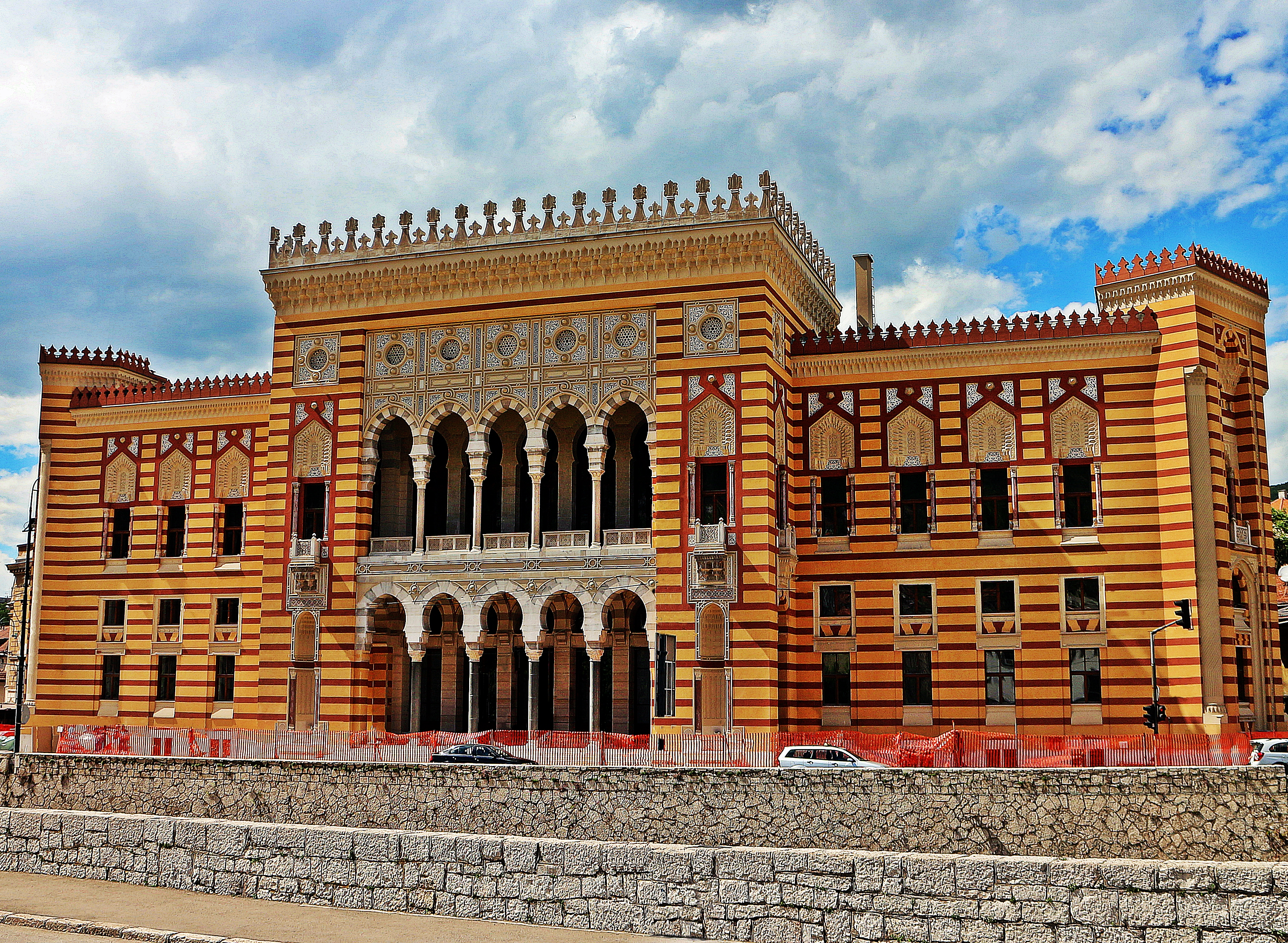
Biblioteca nazionale e universitaria di Bosnia ed Erzegovina (Sarajevo, 1892-1894)
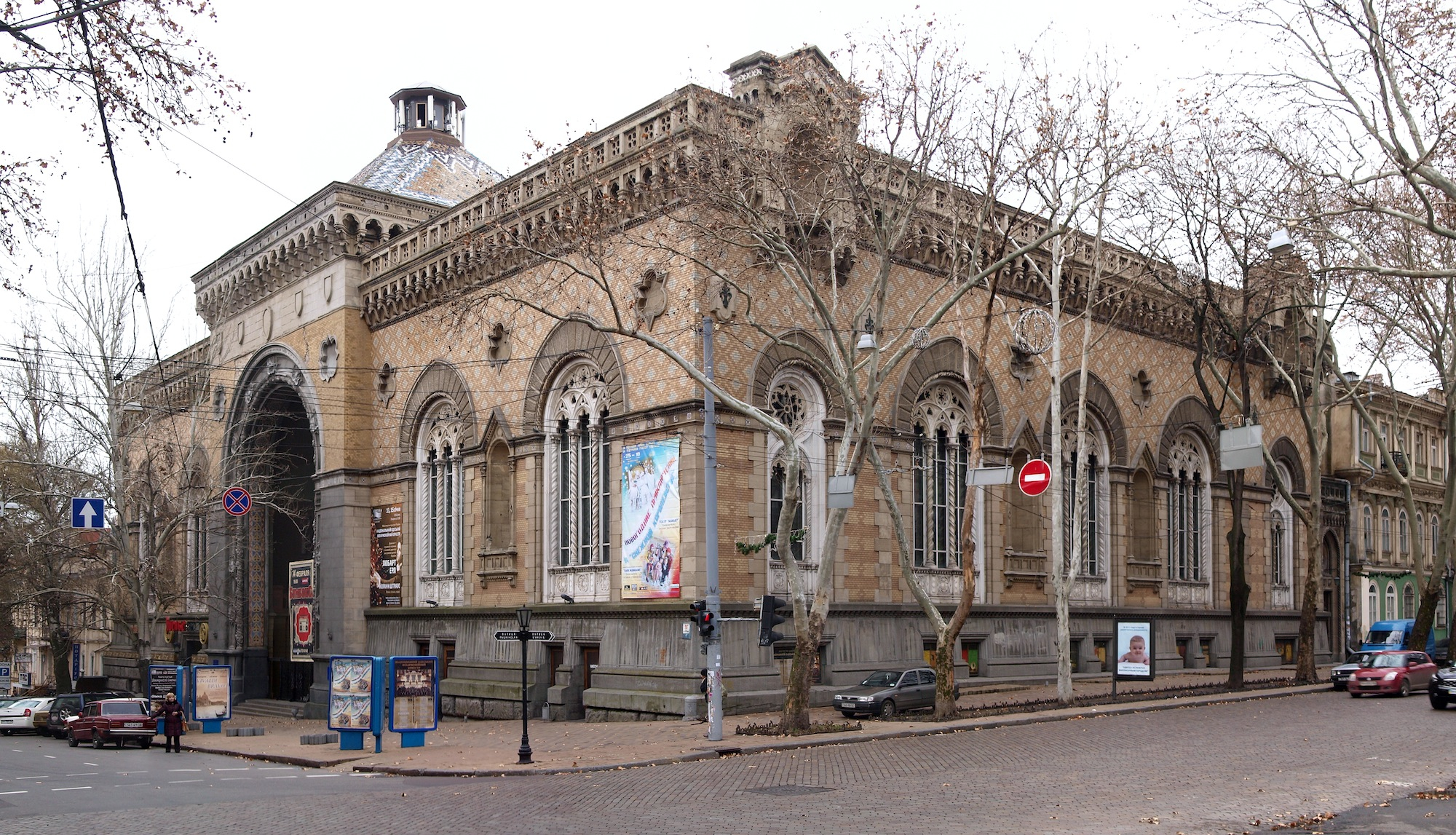
Teatro Filarmonico (Odessa, 1894-1898)
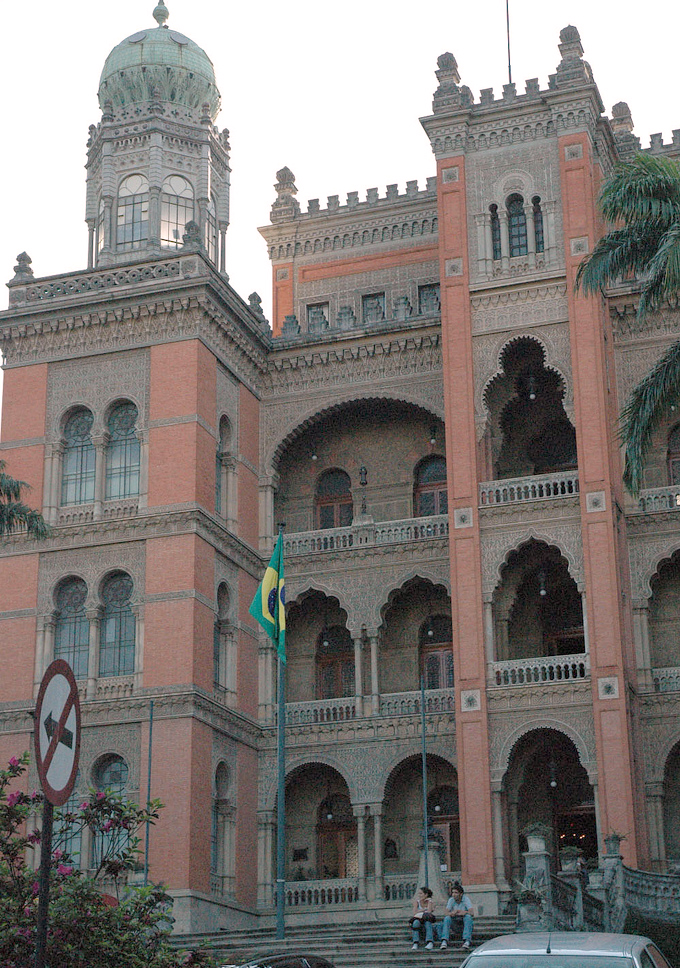
Palazzo della Fondazione Oswaldo Cruz (Rio de Janeiro, 1900)
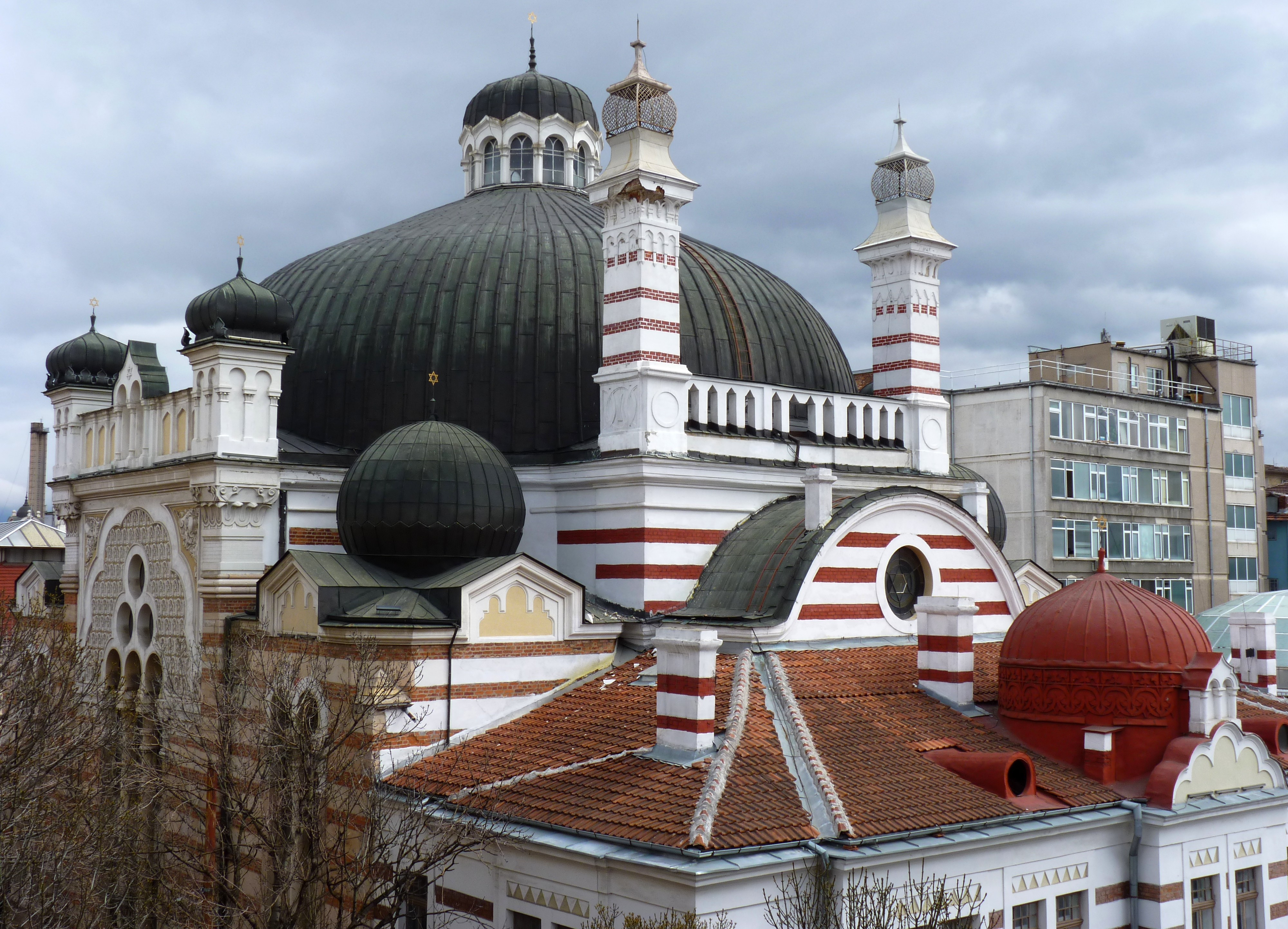
Sinagoga di Sofia (1905-1909)
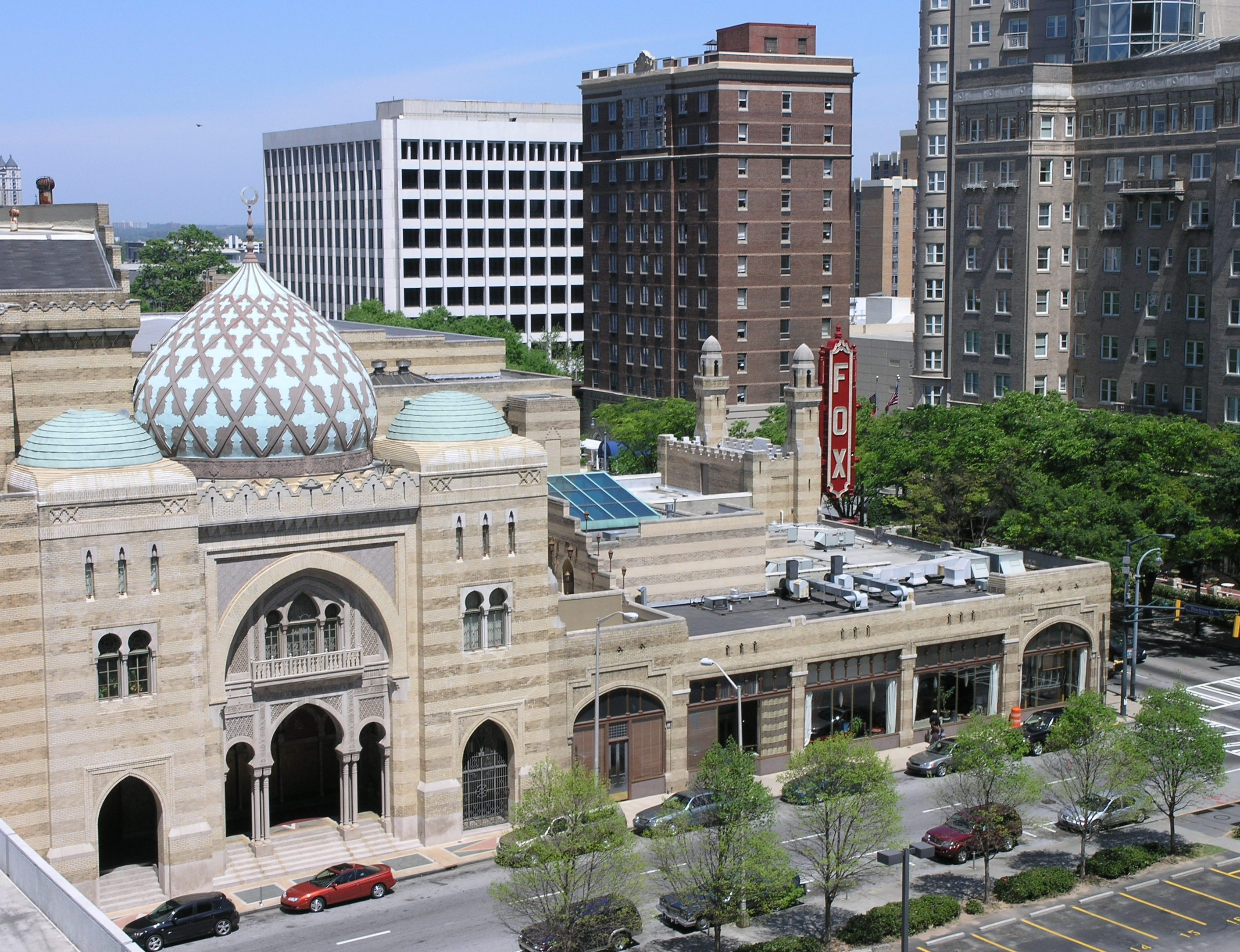
Fox Theatre (Atlanta, 1929)